# 手天使
手天使是臺灣義工團體，成立於2013年，以實踐及正視身障人士性權為其理念。在2018年8月，此一團體共有40多名義工。截至2019年2月，手天使共完成了25次免費手交服務。

## 歷史
在2013年，台灣同志諮詢熱線協會義工鄭智偉跟殘障同志團體「殘酷兒」的成立者黃智堅談到了身障者在性方面遇見的問題，並向黃智堅提議幫助身障者處理性慾；他在思考一番後答應了這提議，於是2人便連同額外找來3位男同性戀者，5人一同創立手天使這一義工團體。儘管到了2014年時才開始有不同性傾向者因認同這一組織的理念而加入，但在創立時手天使便已有服務不分性傾向的理念。

## 服務內容及流程
手天使承諾會為每位重度殘疾者和視障者提供最多3次的免費手交服務，不會收取申請者任何金錢，但會要求其在接受服務後的一週內寫一篇感想文章；手交外更進一步的服務則要看身障者是否努力爭取和提出、以及性義工是否同意。截至2019年2月，手天使共完成了25次服務。此外它也會為身障者舉辦不同類型的性權活動，比如性教育講座、閨蜜聚會以及情慾書寫班。
申請者在網上申請手天使服務後，手天使團體会先派一位同為身障者的面談義工跟申請者見面，理解其障礙狀況、移動能力及性傾向等，為時約1-3個月。之後義工會根據申請者的狀況制定服務方案，比如尋找適合申請者的無障礙旅館，但有時只需在申請者家進行便可。到了服務當天，行政義工會先跟申請者進行訪談，並佈置房間、準備相關工具，除此之外還可能在必要時協助申請者洗澡。準備完成後行政義工便會離開房間等待，令房間只有性義工及申請者兩人，以便開始相關服務。性義工會為申請者播放色情影片，同时为申請者手交，此外還可能會在之前進行擁抱、愛撫、按摩等活動。在部分情況下，性義工會以刺激申請者身體的每一個部位代替手交，比如申請者是性器官沒有知覺的脊髓損傷患者。整個服務過程為時90分鐘。
服務完畢後，行政義工會再度進入房間，協助清潔申請者的身體及把房間恢復原狀。

## 資金來源
由於手天使不會收取申請者任何金錢，所以在起初2年其提供服務時所花的費用都是由義工分擔。之後其大多數運作費用都由性玩具公司異物Exotica贊助，並以所收到的捐款支持餘下一部分的運作費用。

## 外部連結
- 手天使官網 （页面存档备份，存于） （繁體中文）
- 一般社団法人ホワイトハンズ （页面存档备份，存于） （日語）
- 手天使的Facebook專頁
- YouTube上的手天使頻道